# Rhynchothorax
Rhynchothorax är ett släkte av havsspindlar. Rhynchothorax ingår i familjen Rhynchothoracidae.
Rhynchothorax är enda släktet i familjen Rhynchothoracidae.
Kladogram enligt Catalogue of Life:
| Rhynchothorax | \| \| Rhynchothorax alcicornis \| \| \| \| \| \| Rhynchothorax architectus \| \| \| \| \| \| Rhynchothorax arenicolus \| \| \| \| \| \| Rhynchothorax articulatus \| \| \| \| \| \| Rhynchothorax australis \| \| \| \| \| \| Rhynchothorax barnardi \| \| \| \| \| \| Rhynchothorax crenatus \| \| \| \| \| \| Rhynchothorax malaccensis \| \| \| \| \| \| Rhynchothorax mediterraneus \| \| \| \| \| \| Rhynchothorax monnioti \| \| \| \| \| \| Rhynchothorax orientalis \| \| \| \| \| \| Rhynchothorax percivali \| \| \| \| \| \| Rhynchothorax philopsammus \| \| \| \| \| \| Rhynchothorax tiahurensis \| \| \| \| \| \| Rhynchothorax unicornis \| \| \| \| \| \| Rhynchothorax vallatus \| \| \| \| \| \| Rhynchothorax voxorinus \| \| \| \| |
|               | \| \| Rhynchothorax alcicornis \| \| \| \| \| \| Rhynchothorax architectus \| \| \| \| \| \| Rhynchothorax arenicolus \| \| \| \| \| \| Rhynchothorax articulatus \| \| \| \| \| \| Rhynchothorax australis \| \| \| \| \| \| Rhynchothorax barnardi \| \| \| \| \| \| Rhynchothorax crenatus \| \| \| \| \| \| Rhynchothorax malaccensis \| \| \| \| \| \| Rhynchothorax mediterraneus \| \| \| \| \| \| Rhynchothorax monnioti \| \| \| \| \| \| Rhynchothorax orientalis \| \| \| \| \| \| Rhynchothorax percivali \| \| \| \| \| \| Rhynchothorax philopsammus \| \| \| \| \| \| Rhynchothorax tiahurensis \| \| \| \| \| \| Rhynchothorax unicornis \| \| \| \| \| \| Rhynchothorax vallatus \| \| \| \| \| \| Rhynchothorax voxorinus \| \| \| \| |
|               | Rhynchothorax alcicornis |
|               | |
|               | Rhynchothorax architectus |
|               | |
|               | Rhynchothorax arenicolus |
|               | |
|               | Rhynchothorax articulatus |
|               | |
|               | Rhynchothorax australis |
|               | |
|               | Rhynchothorax barnardi |
|               | |
|               | Rhynchothorax crenatus |
|               | |
|               | Rhynchothorax malaccensis |
|               | |
|               | Rhynchothorax mediterraneus |
|               | |
|               | Rhynchothorax monnioti |
|               | |
|               | Rhynchothorax orientalis |
|               | |
|               | Rhynchothorax percivali |
|               | |
|               | Rhynchothorax philopsammus |
|               | |
|               | Rhynchothorax tiahurensis |
|               | |
|               | Rhynchothorax unicornis |
|               | |
|               | Rhynchothorax vallatus |
|               | |
|               | Rhynchothorax voxorinus |
|               | |